# Cophixalus exiguus
Cophixalus exiguus (Scanty Frog o Dainty Nursery Frog) es una especie de anfibio anuro del género Cophixalus de la familia Microhylidae.

## Distribución geográfica
Es originaria de Australia.